# John Reilly (Politiker)
John Reilly (* 22. Februar 1836 in Abnerville, Indiana County, Pennsylvania; † 19. April 1904 in Philadelphia, Pennsylvania) war ein US-amerikanischer Politiker. Zwischen 1875 und 1877 vertrat er den Bundesstaat Pennsylvania im US-Repräsentantenhaus.

## Werdegang
John Reilly wurde zunächst zu Hause unterrichtet und besuchte dann die öffentlichen Schulen seiner Heimat. Danach wurde er im Eisenbahngeschäft tätig. Seit 1854 arbeitete er für die Pennsylvania Railroad. Von 1865 und 1875 leitete er als Superintendent of Transportation deren Beförderungsabteilung. Von 1871 bis 1873 war er auch Präsident der Bells Gap Railroad Co. Politisch schloss er sich der Demokratischen Partei an. In den Jahren 1872 und 1873 saß er im Gemeinderat von Altoona.
Bei den Kongresswahlen des Jahres 1874 wurde Reilly im 17. Wahlbezirk von Pennsylvania in das US-Repräsentantenhaus in Washington, D.C. gewählt, wo er am 4. März 1875 die Nachfolge von Robert Milton Speer antrat. Da er im Jahr 1876 nicht bestätigt wurde, konnte er bis zum 3. März 1877 nur eine Legislaturperiode im Kongress absolvieren. Nach seiner Zeit im US-Repräsentantenhaus arbeitete Reilly wieder in der Eisenbahnbranche. Zwischen 1877 und 1885 leitete er nochmals die Beförderungsabteilung der Pennsylvania Railroad. Seit 1881 lebte er in Philadelphia, wo er später in verschiedenen anderen Branchen tätig wurde. Dort ist er am 19. April 1904 auch verstorben.